# Ilten
Ilten is de op één na grootste plaats in de Duitse gemeente Sehnde, deelstaat Nedersaksen, en telt 5.272 inwoners. Peildatum: 1 november 2022.
De plaats ligt 3½ kilometer ten noordwesten van het stadje Sehnde aan de Bundesstraße 65, en is per streekbus vanuit Sehnde goed bereikbaar.

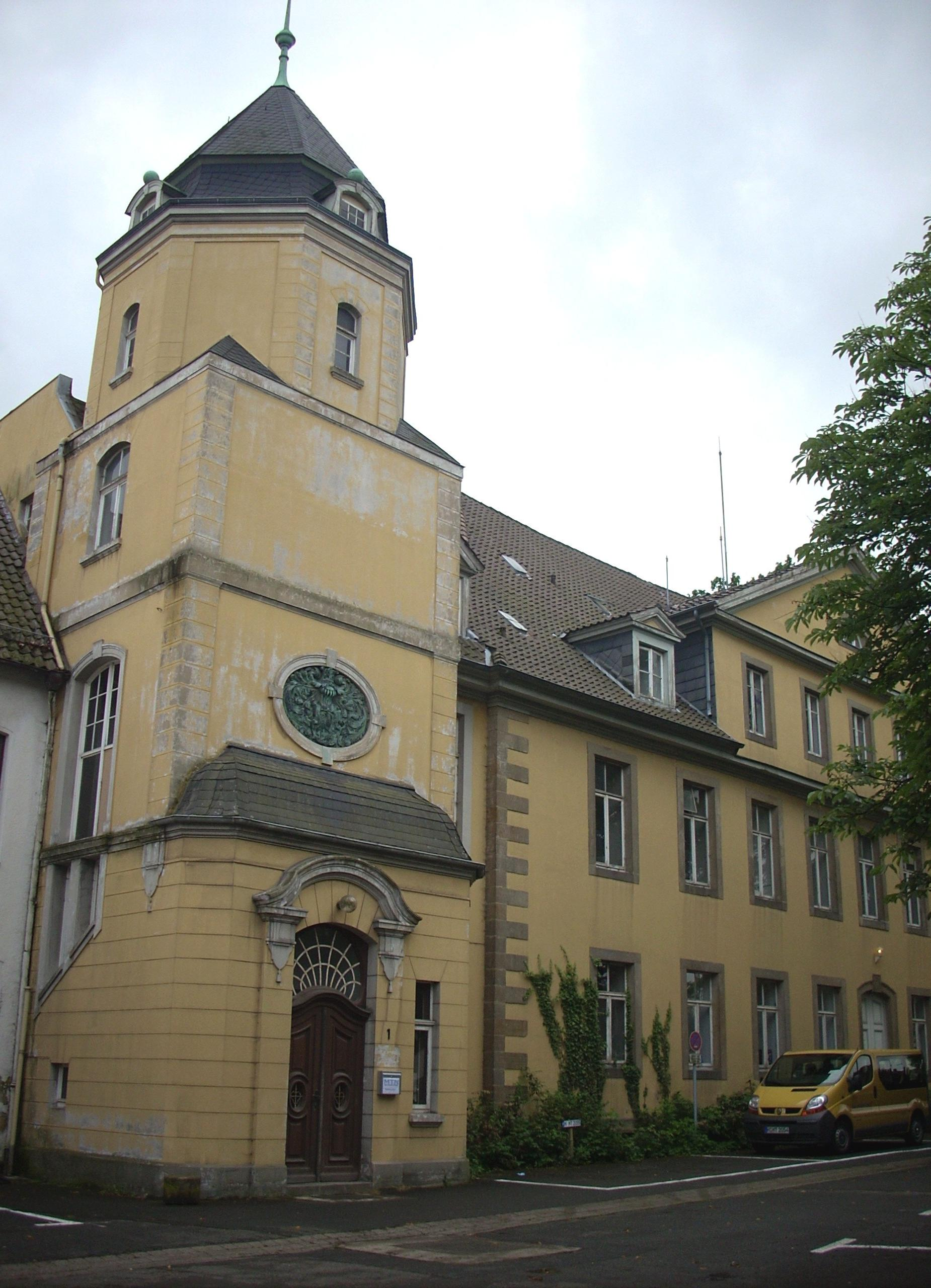
Amtshaus uit 1738, hoofdgebouw van het Klinikum Wahrendorff
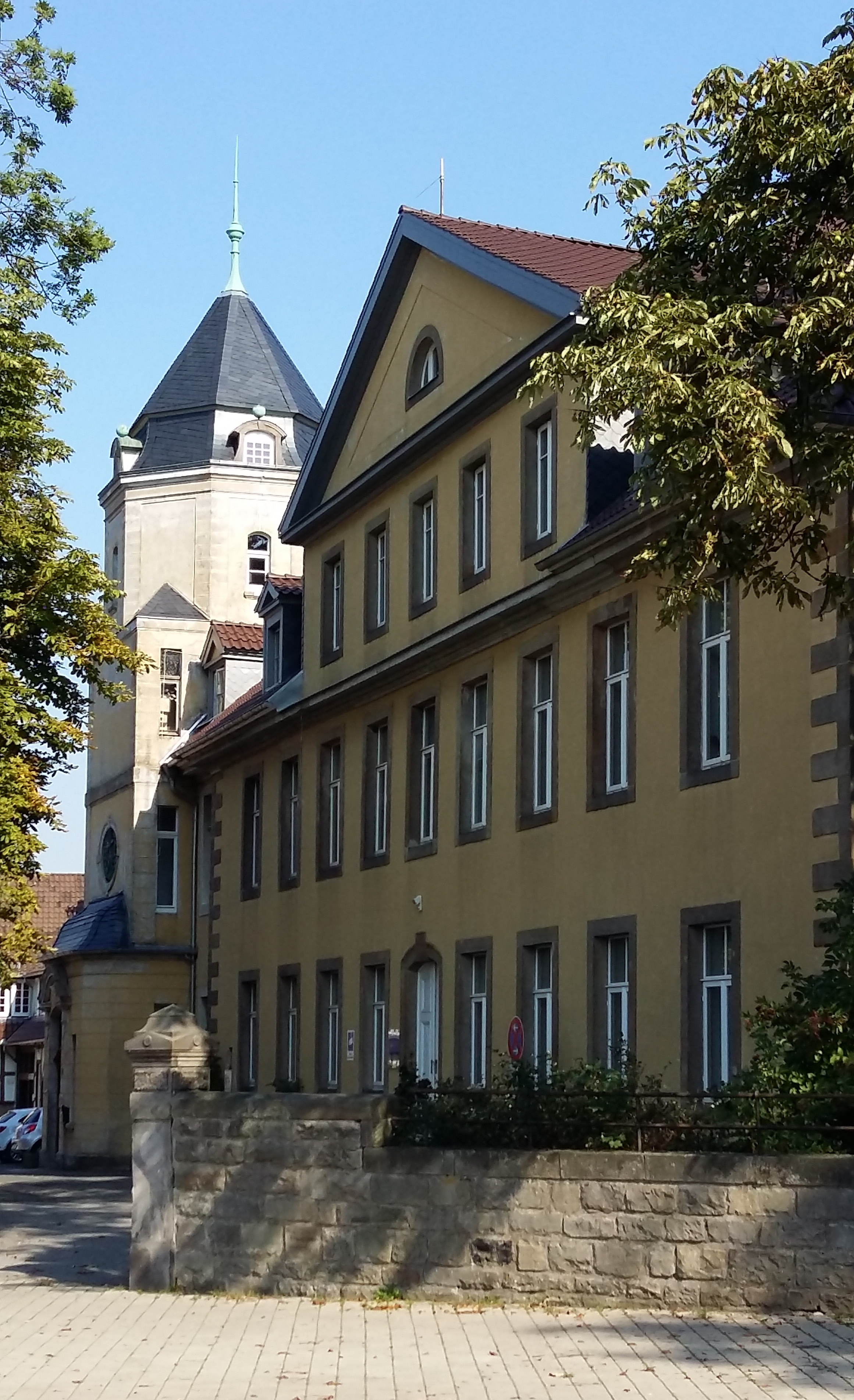
Het Klinikum Wahrendorff
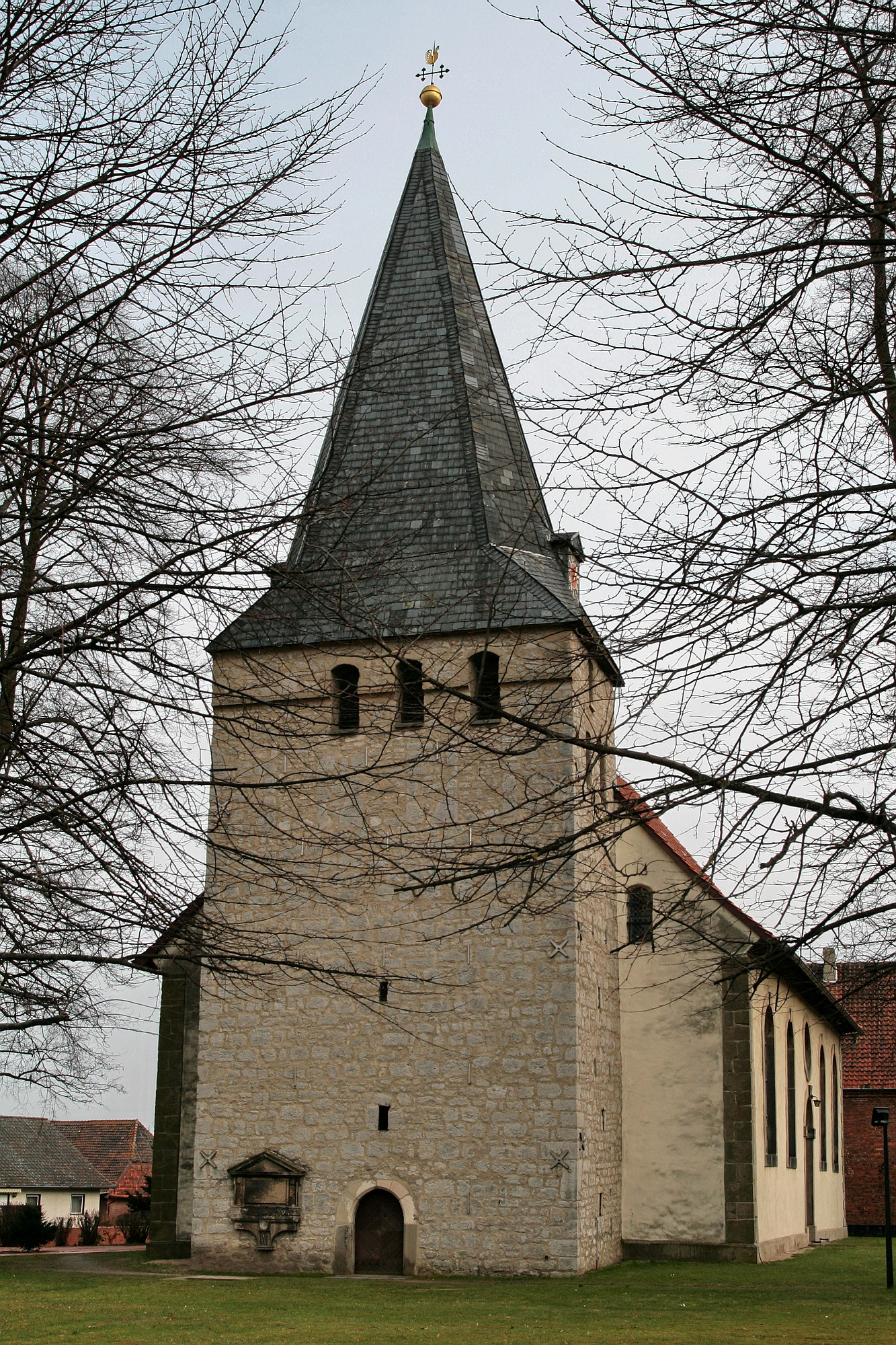
Kerk te Ilten
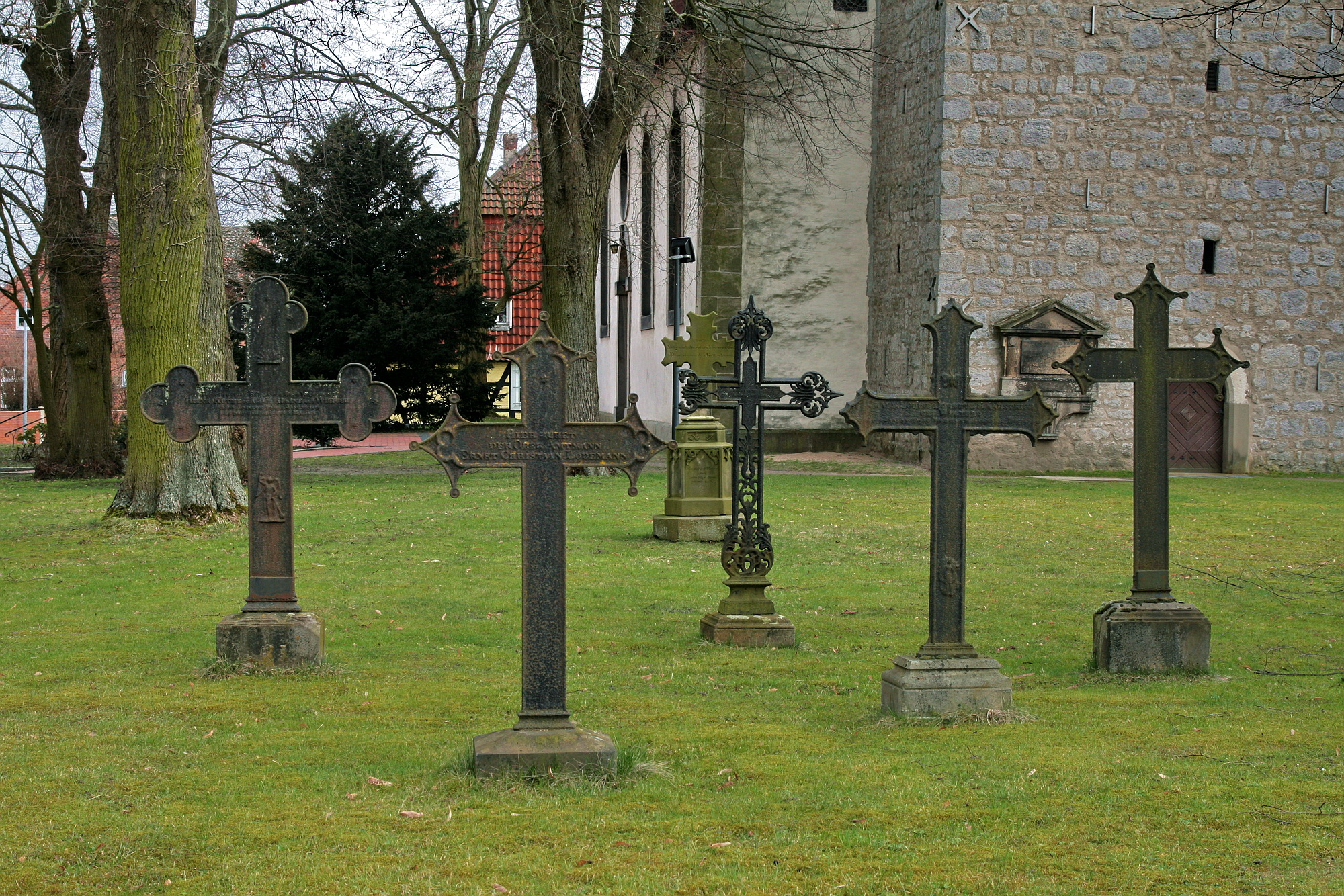
Het oude kerkhof
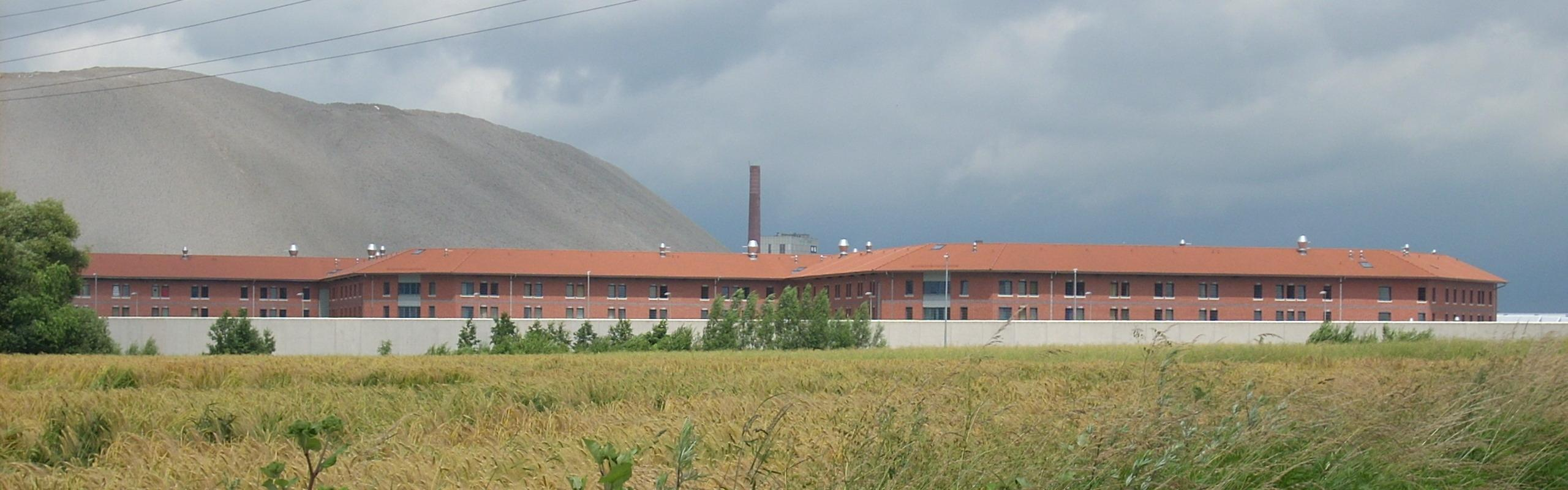
Gevangenis. Links op de achtergrond de afvalberg van de vroegere kalimijn.

In de kern van Ilten was van 1862 tot en met 2022 een groot psychiatrisch ziekenhuis met de naam Klinikum Wahrendorff gevestigd. Dit verhuist in 2022 of 2023 naar de nieuwe locatie te Köthenwald, een gehucht vlak ten zuidoosten van Ilten. De instelling opende in 2008 als één der eerste in Duitsland een speciaal psychiatrisch zorgcentrum t.b.v. patiënten met een migratieachtergrond.
Ten oosten van Ilten ligt een voormalige kalimijn, waarvan de afvalberg nog duidelijk boven het omliggende land uitsteekt. De bijbehorende strooizout- en kunstmestfabriek van het concern K+S is nog in bedrijf.
Direct ten zuiden van deze voormalige kalimijn staat de gevangenis van Sehnde.
De evangelisch-lutherse kerk van Ilten dateert uit de 18e eeuw en heeft een bezienswaardig barok orgel. De kerktoren is 12e-eeuws.